# Warren Jeffs
Warren Steed Jeffs (ur. 3 grudnia 1955 w San Francisco w Kalifornii) – prezydent i prorok Fundamentalistycznego Kościoła Jezusa Chrystusa Świętych w Dniach Ostatnich.
Był jedną z 10 najbardziej poszukiwanych osób przez FBI. Za pomoc w jego ujęciu wyznaczono nagrodę 100 tys. dolarów. Zarzucano mu utrzymywanie kontaktów seksualnych z nastolatką (jedną ze swoich żon) oraz zaaranżowanie małżeństwa innej 14-letniej dziewczyny z 19-letnim członkiem jego Kościoła. Został ujęty 28 sierpnia 2006 roku w Las Vegas. 9 sierpnia 2011 roku Warren Jeffs został skazany na dożywotnie pozbawienie wolności za przestępstwa seksualne na nieletnich.
Był poligamistą. W chwili zatrzymania przez FBI miał 78 żon.